# Beyond, le secret des abysses
Pour plus de détails, voir Fiche technique et Distribution.
Beyond, le secret des abysses (Dykkerne, litt. « Les plongeurs ») est un film d'aventure suédo-danois réalisé par Åke Sandgren, sorti en 2000.
En 2001, le long métrage est récompensé d'un Gryphon de Bronze pour le réalisateur Åke Sandgren au Festival du film de Giffoni et d'un Prix Robert pour les meilleurs effets spéciaux à l'Académie du cinéma de Danemark.

## Synopsis
Faisant de la plongée au large des côtes danoises en compagnie de leur grand-père, deux jeunes frères, Christian et Ask, découvrent une épave de sous-marin nazi perdue dans les profondeurs. Attiré par le bruit étrange, Christian entre…

## Fiche technique
- Titre original : Dykkerne
- Titre international : Beyond
- Titre français : Beyond, le secret des abysses
- Réalisation : Åke Sandgren
- Scénario : Anders Thomas Jensen et Bent E. Rasmussen
- Musique : Randall Meyers
- Décors : Niels Sejer
- Costumes : Maria Gyllenhoff
- Photographie : Dan Laustsen
- Son : Nino Jacobsen et Michael Dela
- Montage : Kasper Leick
- Production : Michael Obel
- Coproduction : Tomas Backström et Petter J. Borgli
- Sociétés de production : Peter Bech Film ; Det Danske Filminstitut, Nordic Screen Production AS, SVT Drama, Svenska Film, TV 2 Danmark et Thura Film (coproductions)
- Sociétés de distribution : Nordisk Film Biografdistribution (Danemark), A-Film Distribution (Norvège)
- Pays de production :  Danemark /  Suède
- Langue originale : danois, norvégien et anglais
- Format : couleur — 1.85:1 • 35mm
- Durée : 91 minutes
- Genre : aventure, science-fiction
- Dates de sortie :
  - Danemark : 13 octobre 2000
  - France : 31 décembre 2001 (télévision)
  - Pays-Bas : 25 avril 2002

## Distribution
- Robert Hansen : Christian
- Ralf J. Hollander : Ask
- Otto Brandenburg : Morfar
- Baard Owe : Eric Simms, le marin-pêcheur, grand-père de Christian et d'Ask
- Laura Aagaard : Maja, l'amie d'enfance de Christian
- Jytte Abildstrøm : Fru Randskov, l'ami d'Eric
- Jesper Asholt : Simon
- Ove Christian Owe : Niels
- Bjørn Floberg : André
- Bjarne Henriksen : Torben
- Ditte Gråbøl : Birthe
- Rasmus Haxen : Læge

## Accueil

### Festivals et sorties
Ce long métrage est d'abord présenté, le 18 août 2000, sous le titre international Beyond, au Festival international du film d'Édimbourg au Royaume-Uni, avant sa sortie nationale, au Danemark. Il est également présenté, le 20 octobre 2000 au Festival international de cinéma de Bergen, en Norvège et, le 26 janvier 2001, au Festival international du film de Danemark en Islande, le 2 mai 2001 au Festival international du cinéma pour enfants de Kristiansand, en Norvège, et, le 20 juillet 2001, au Festival international du film de Tokyo, au Japon.
En France, il n’y est jamais projeté dans les salles ; il est seulement diffusé le 31 décembre 2001 à la télévision.

## Distinctions

### Récompenses
- Festival du film de Giffoni 2001 : Gryphon de Bronze pour le réalisateur Åke Sandgren
- Académie du cinéma de Danemark 2001 : Prix Robert pour les meilleurs effets spéciaux pour Thomas Borch Nielsen

### Nominations
- Académie du cinéma de Danemark 2001 :
  - Meilleure photographie pour Dan Laustsen
  - Meilleur montage pour Kasper Leick
  - Meilleur film pour Michael Obel et Peter Bech
  - Meilleur maquillage pour Anne Cathrine Sauerberg
  - Meilleur décor pour Niels Sejer
  - Meilleur son pour Nino Jacobsen et Michael Dela
  - Meilleur acteur du second rôle pour Otto Brandenburg